# Саут-Ют (Колорадо)
Саут-Ют (англ. Southern Ute) — переписна місцевість (CDP) в США, в окрузі Ла-Плата штату Колорадо. Населення — 158 осіб (2020).

## Географія
Саут-Ют розташований за координатами 37°4′30″ пн. ш. 107°35′36″ зх. д. / 37.07500° пн. ш. 107.59333° зх. д. (37.074888, -107.593308).  За даними Бюро перепису населення США в 2010 році переписна місцевість мала площу 41,33 км², уся площа — суходіл.

## Демографія
Згідно з переписом 2010 року, у переписній місцевості мешкало 177 осіб у 71 домогосподарстві у складі 44 родин. Густота населення становила 4 особи/км².  Було 81 помешкання (2/км²).
Расовий склад населення:
| - 48,0 % — білих - 45,8 % — корінних американців - 4,5 % — осіб інших рас |

До двох чи більше рас належало 1,7 %. Частка іспаномовних становила 16,4 % від усіх жителів.
За віковим діапазоном населення розподілялося таким чином: 29,4 % — особи молодші 18 років, 56,5 % — особи у віці 18—64 років, 14,1 % — особи у віці 65 років та старші. Медіана віку мешканця становила 39,5 року. На 100 осіб жіночої статі у переписній місцевості припадало 96,7 чоловіків;  на 100 жінок у віці від 18 років та старших — 95,3 чоловіків також старших 18 років.
Середній дохід на одне домашнє господарство  становив 68 114 долари США (медіана — 57 500), а середній дохід на одну сім'ю — 81 424 долари (медіана — 61 964). За межею бідності перебувало 3,8 % осіб, у тому числі 5,1 % дітей у віці до 18 років та 0,0 % осіб у віці 65 років та старших.
Цивільне працевлаштоване населення становило 66 осіб. Основні галузі зайнятості: сільське господарство, лісництво, риболовля — 27,3 %, освіта, охорона здоров'я та соціальна допомога — 22,7 %, транспорт — 16,7 %.